# Politie 24/7
Politie 24/7 is een Vlaamse documentairereeks over het werk van de lokale politie van Antwerpen. De reeks werd geproduceerd door 100.000Volts.TV en is, naast Kinderziekenhuis 24/7, een spin-off van de door hetzelfde productiehuis gemaakte reeks Spoed 24/7. Voor de reeks werd drie maanden lang gefilmd in onder andere de controlekamer, de wijkcommissariaten, de politiewagens en bij de verschillende politieteams. Er werd gebruik gemaakt van zowel vaste camera's die gemonteerd waren in de verschillende ruimtes, bodycams als mobiele cameraploegen. De opnames van het eerste seizoen startten in het najaar van 2016 en de reeks werd uitgezonden in het voorjaar van 2018 op televisiezender Eén. In het voorjaar van 2020 ging het tweede seizoen van start. Tijdens de zomer van 2022 werd een derde seizoen van negen afleveringen uitgezonden. Voor de productie van dit derde seizoen werd er twee maanden gefilmd. Naast de uitzendingen op Eén waren de drie seizoenen ook beschikbaar op het online platform VRT MAX.
Voor de opnames had 100.000Volts.TV de toestemming van verantwoordelijk burgemeester Bart De Wever, korpschef Serge Muyters, het parket en de onderzoeksrechters. De korpschef had wel nog het laatste woord voor de reeks effectief uitgezonden wordt; hij bekeek alle beelden op voorhand en niets mocht verschijnen zonder zijn toestemming. Politie 24/7 kwam ongeveer vijftien jaar na Het leven zoals het is: Politie, een ander programma waarin de politie van Antwerpen getoond werd, en is het eerste televisieprogramma over de Antwerpse politie sinds laatstgenoemde.